# Fantastic Four (1967)
Os Quatro Fantásticos (Fantastic Four, no original) é um desenho animado produzido pela Hanna-Barbera Productions e a primeira série animada baseada nesses personagens de quadrinhos, criados por Stan Lee e Jack Kirby.  O nome dado no Brasil ao desenho deveu-se a um provável erro pois na época o grupo já era conhecido pelo nome de Quarteto Fantástico, tendo estrelado inclusive uma revista própria da Editora Brasil-América Limitada, mais conhecida como EBAL. Aproveitando o tardio lançamento no Brasil do desenho, nos anos de 1970, a RGE, que adquirira os direitos do grupo, lançou uma revista com o nome de Os Quatro Fantásticos. Ao passarem os direitos para a Editora Abril, esse nome foi abandonado e o grupo voltou a ser chamado nas revistas em quadrinhos de Quarteto Fantástico. O artista do desenho era Alex Toth (o mesmo de Jonny Quest). Foi ao ar pelo canal de TV ABC entre os anos 1967 e 1970. Terminou com o número de 20 episódios, com a repetição de alguns pelo canal ABC até a rede cancelar a programação. Fez parte da continuação da série da Hanna-Barbera's World of Super Adventure.

## Lista de episódios
| Ordem | Título                          | Sumário |
| ----- | ------------------------------- | --- |
| 1     | Klaws                           | Dr. Klaws é um perigoso cientista que desafia os Quatro Fantásticos com suas ondas de som solidificado. Johnny Storm (o Tocha Humana) estava de férias mas retorna a tempo de ajudar os companheiros na batalha contra o vilão. |
| 2     | Menace Of The Mole Men          | Os Quatro Fantásticos vão para uma remota ilha fazer experiências, mas não sabem que o Toupeira lhes preparara uma armadilha naquele lugar. |
| 3     | Diablo                          | Os Quatro Fantásticos vão para um castelo em ruínas nas florestas da Transilvânia. Ben Grimm (O Coisa) é dominado e encarcerado pelo vilão Diablo, que lhe prepara uma lavagem cerebral. |
| 4     | The Red Ghost                   | Reed compete com o Dr. Kragoff numa corrida para a Lua. Durante o lançamento, Dr. Kragoff e seus ajudantes primatas são energizados e ganham poderes. O Dr. Kragoff, que agora pode ficar transparente, rapta a Mulher Invisível, o que atrai os demais para a luta contra o vilão. |
| 5     | Invasion Of The Super-Skrulls   | Os alienígens Skrulls, ao falharem em destruir os Quatro Fantásticos e dominarem a Terra, criam o seu maior guerreiro: Super-Skrull, dotado com os poderes combinados dos seus quatro inimigos. |
| 6     | Three Predictions Of Dr. Doom   | Doutor Destino desafia os Quatro Fantásticos, iniciando o seu plano com a captura da Mulher Invisível. Os heróis invadem a fortaleza voadora do vilão e Ben é surpreendido ao voltar à forma humana, enquanto os outros três ficam prisioneiros em armadilhas especiais. |
| 7     | The Way It All Began            | Reed Richards conta a primeira vez que se encontrou com Victor antes dele se transformar no Doutor Destino. Eles estavam na universidade, quando Victor começou a trabalhar com experimentos proibidos e causou uma explosão que deformou sua face. Depois Reed conta que foi com Ben para a II Guerra Mundial e iniciou seu trabalho de exploração da Lua, quando então o Doutor Destino reapareceu para a sua vingança. |
| 8     | Behold A Distant Star           | Os Quatro Fantásticos testam um foguete quando são raptados e levados para a Galáxia Skrull. Ali, são obrigados a participarem de uma luta pelo poder, numa tentativa de derrubada do Imperador Skrull por um dos seus próprios generais. |
| 9     | Prisoners Of Planet X           | Um disco voador chega à Terra e abduz os Quatro Fantásticos, levando-os para o Planeta X. Lá, o imperador Kergal pede a ajuda dos heróis terrestres para impedirem que um outro planeta em rota de colisão os atinja. Mas Reed percebe que o Imperador é um cruel tirano. |
| 10    | The Mysterious Molecule Man     | Os Quatro Fantásticos examinam a radiação de um meteoro quando o Homem Molecular aparece e ameaça a população. Reed cria uma arma para deter o vilão, que falha na primeira tentativa. |
| 11    | Danger In The Depths            | Johnny encontra uma misteriosa mulher e a leva para o quartel-general dos Quatro Fantásticos. Ela conta que veio das profundezas do oceano, uma cidade chamada Pacifica, a qual agora está cercada pelas tropas do conquistador Atuuma. Os heróis resolvem ajudá-la e se aliam ao guerreiro Triton (usado no lugar de Namor, que estivera na história original nos quadrinhos).                                           |
| 12    | Demon Of The Deep               | Os Quatro Fantásticos enfrentam o Doutor Gamma e explodem sua ilha secreta. Na fuga o Dr. Gamma é atingido pela radiação e ganha poderes para voltar a desafiar os heróis. |
| 13    | Return Of The Mole Man          | O Toupeira provoca terremotos e causa o afundamento de prédios inteiros e os coloca em seu reino subterrâneo. A Mulher Invisível é raptada e usada como isca para atrair os outros heróis para uma armadilha. |
| 14    | It Started On Yancy Street      | Os Quatro Fantásticos vão para um encontro com seus velhos rivais, a Gangue da Rua Yancy, mas são surpreendidos pela volta do Dr. Kragoff e seus auxiliares primatas super-poderosos. Durante uma luta na Lua, os heróis conseguem usar equipamentos do alienígena Vigia contra Kragoff. |
| 15    | Galactus                        | O Vigia provoca estranhos fenômenos na Terra na tentativa de ocultar o planeta do Surfista Prateado, mas falha e Galactus é então chamado pelo seu arauto. Galactus deseja se alimentar da energia do planeta. Na luta, o Surfista é atingido e acaba por mudar e se voltar contra seu poderoso mestre. |
| 16    | The Micro World Of Dr. Doom     | Doutor Destino retorna e causa a diminuição de tamanho dos Quatro Fantásticos, que, agora diminutos, descobrem o Micro Mundo. |
| 17    | Blastaar, The Living Bomb-Burst | Num remoto planeta, os habitantes enfrentam o vilão Blastaar e o banem para uma Zona no Espaço (Zona Negativa, nos quadrinhos). Reed e Johnny usavam um transportador dimensional para explorar o lugar e são avistados por Blaastar que lhes segue até a Terra, se tornando uma perigosa ameaça para o mundo. |
| 18    | The Terrible Tribunal           | Os Quatro Fantásticos chegam a um planeta onde são tratados como criminosos, acusado por três velhos inimigos. Reed então recorda as lutas contra Klaw, Homem Molecular e Blastaar. |
| 19    | Rama-Tut                        | Reed conta a Ben que tem uma teoria para restaurá-lo à forma humana. Os Quatro Fantásticos vão ao castelo abandonado do Doutor Destino e acabam por usar a máquina do tempo do vilão e retornam quatro mil anos no passado. Eles encontram o poderoso faraó Rama-Tut, que quer que a Mulher Invisível seja a sua rainha.                                                                                                  |
| 20    | The Deadly Director             | Os Quatro Fantásticos são enganados por um impostor que se diz diretor de cinema de Hollywood e quer fazer um filme com eles, mas na verdade deseja matar os heróis. |